# المعامل الثاني الشامل

معيار المعامل الثاني الشامل.

المعامل الثاني الشامل  (U2F) هو معيار توثيق أمني مفتوح، يقوي ويبسط معيار «الاستيثاق بعوامل عدة» وذلك عن طريقة استخدم أجهرة يو إس بي أو إن إف سي بالاعتماد على تقنيات أمنية موجودة في البطاقات الذكية. المعيار تم تطويرة مبدئيا بواسطة جوجل ويوبيكو، مع مساهمة من "NXP Semiconductors"، والمعيار الآن أصبح ضمن تحالف فيدو (FODO).
مفتاح أمان «العامل الثاني الشامل» (U2F) مدعومة من جوجل كروم منذ الإصدار 38 ومتصفح أوبرا منذ الإصدار 40. ومن أوائل الخدمات التي دعمت استخدام المعيار كطريقة تأكيد أمان إضافي هي  جوجل، دروب بوكس، غيت هاب، غيت لاب، بيت بوكت (Bitbucket)، نيكست كلاود (Nextcloud)، فيس بوك وغيرها.
حاليا متصفحات كروم وفايرفوكس وأوبرا هي من تدعم معيار «العامل الثاني الشامل» U2F في حزمتها الأساسية دون إضافات. مايكروسوفت قامت بدعم فيدو 2.0 في ويندوز 10 لمنصة «ويندوز هيلو» الخاصة بتسجيل الدخول للنظام ومتصفح إيدج، على الرغم من أن بعض الخدمات مثل  مايكروسوفت أوفيس 365 و ون درايف وخدمات مايكرسوفوت الأخرى لاتدعم ذلك حتى الآن. على الرغم من إضافة موزيلا المعيار في متصفح  فيرفوكس (إصدار 57) إلا إنها تتطلب تفعيلاً يدوياً.